# Vardica
Vardica (wł. Vardiza) – wieś w Chorwacji, w żupanii istryjskiej, w mieście Umag. W 2011 roku liczyła 68 mieszkańców.